# Verblendung (Kosmetik)

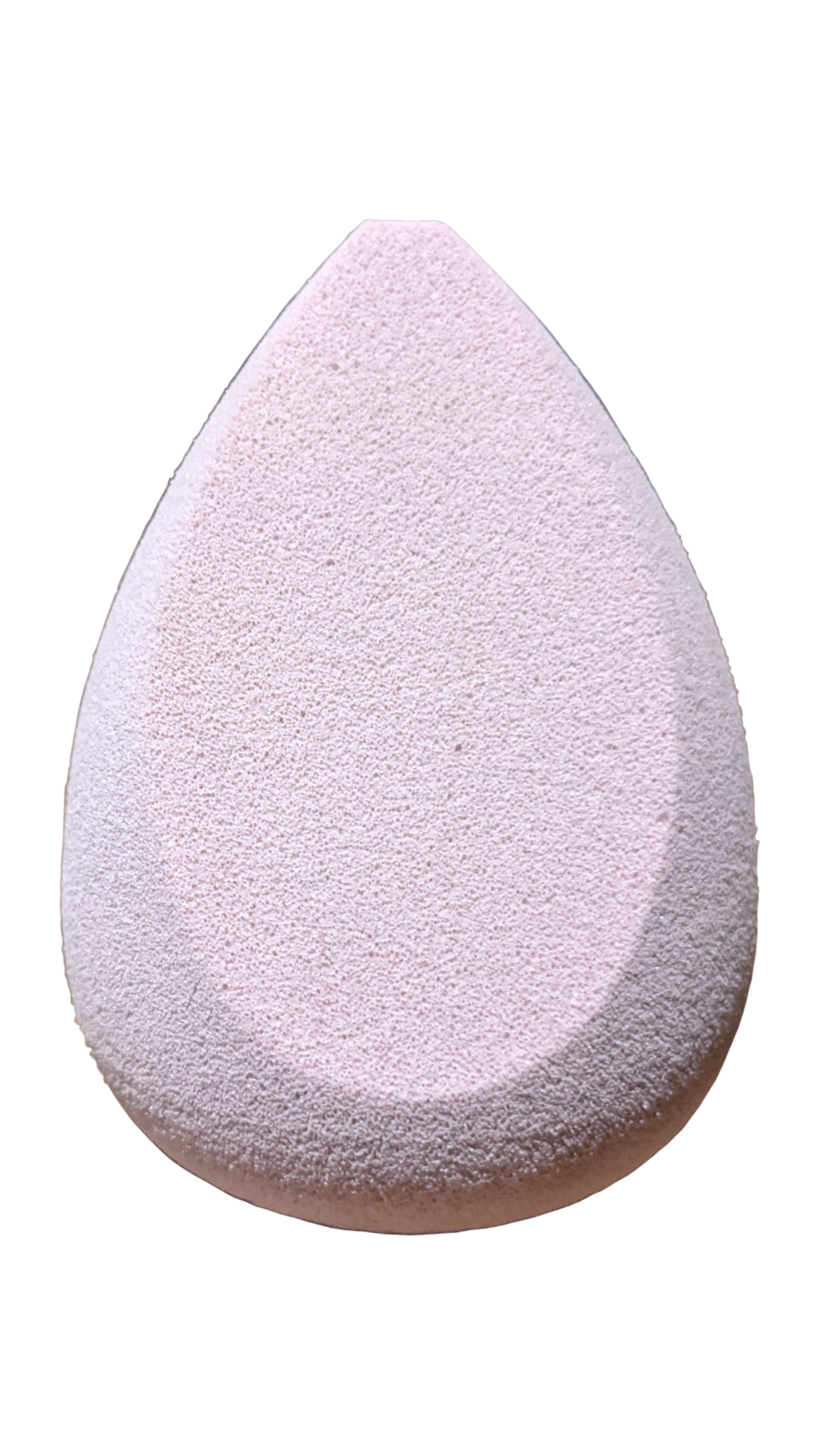
Ein Make-up-Ei wird zum Verblenden verwendet.

Unter Verblenden versteht man in der Kosmetik das Verwischen von hellen oder dunklen Make-up Rändern. Dadurch entsteht ein besserer Übergang.
Zum Verblenden können verschiedenen Hilfsmittel verwendet werden:
- Finger
- Schwamm
- Pinsel
- Make-up-Ei